# Freddy Maertens
Freddy Maertens, född 19 januari 1952, är en belgisk proffscyklist. Han vann världsmästerskapen två gånger (1976, 1981), Vuelta a España en gång (1977) och tog hem den gröna tröjan, poängtröjan, i Tour de France tre gånger (1976, 1978, 1981).